# Auteuil (Oise)
Auteuil ist eine französische Gemeinde mit 553 Einwohnern (Stand 1. Januar 2022) im Département Oise in der Region Hauts-de-France. Sie gehört zum Arrondissement Beauvais, zur Communauté d’agglomération du Beauvaisis und zum Kanton Beauvais-2.

## Geographie
Die Gemeinde Auteuil mit dem Ortsteil Saint-Quentin liegt zwölf Kilometer südlich von Beauvais. Durch den Osten des Gemeindegebiets verläuft die Autoroute A16 mit einer Raststätte namens Auteuil. Der Bahnhof Saint-Sulpice-Auteuil an der Strecke von Beauvais nach Persan-Beaumont liegt östlich außerhalb des Gemeindegebietes.

## Bevölkerungsentwicklung
| Jahr                       | 1962 | 1968 | 1975 | 1982 | 1990 | 1999 | 2006 | 2013 | 2021 |
| -------------------------- | ---- | ---- | ---- | ---- | ---- | ---- | ---- | ---- | ---- |
| Einwohner                  | 287  | 275  | 295  | 315  | 453  | 535  | 575  | 562  | 553  |
| Quellen: Cassini und INSEE |      |      |      |      |      |      |      |      |      |

## Sehenswürdigkeiten
- Kirche Saint-Denis[1]
- um 1850 erneuertes Schloss von Auteuil, seit 2007 als Monument historique eingetragen (die Anlage überwiegend auf dem Gebiet der Nachbargemeinde Berneuil-en-Bray)[2].

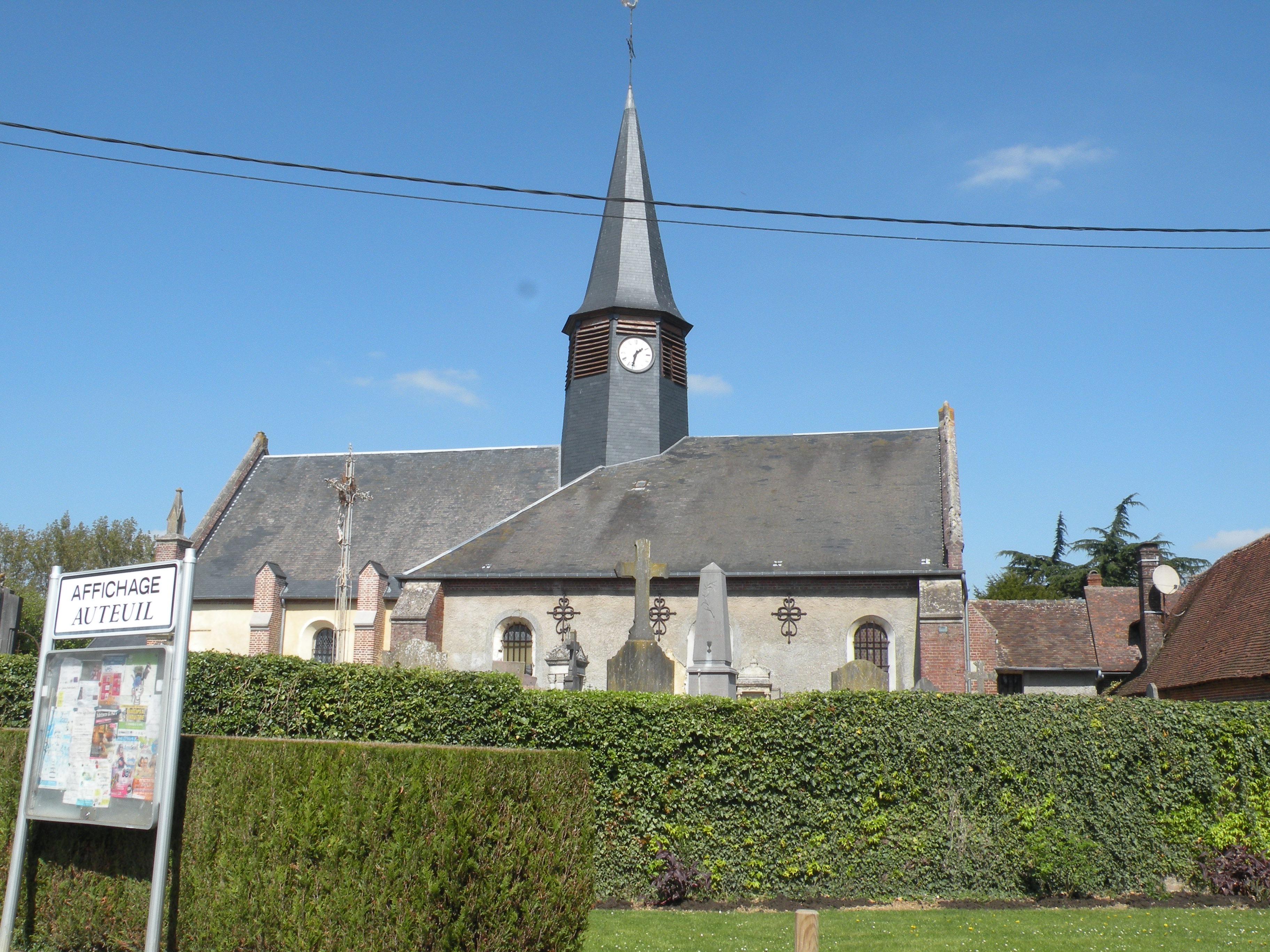
Kirche Saint-Denis
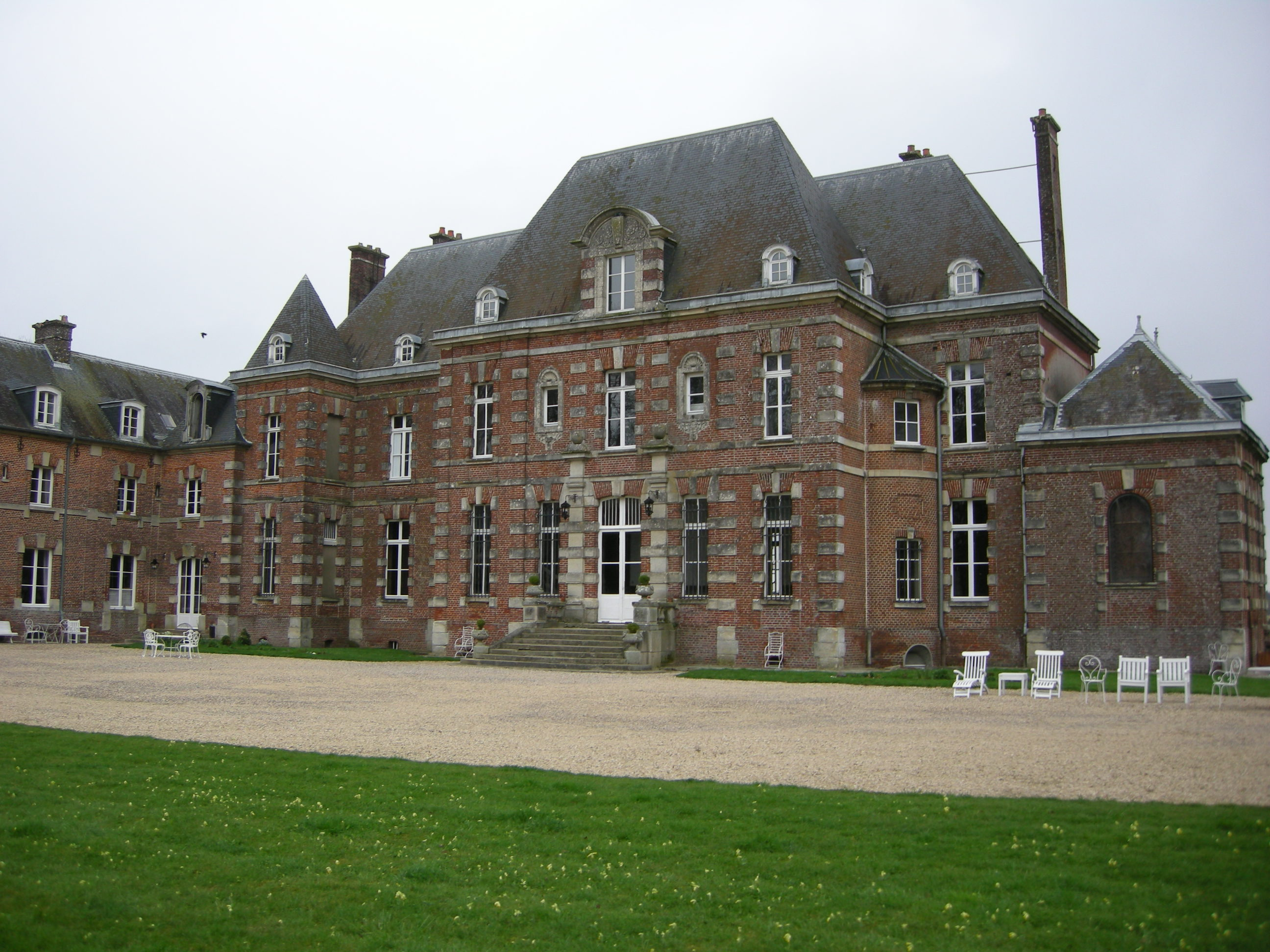
Schloss
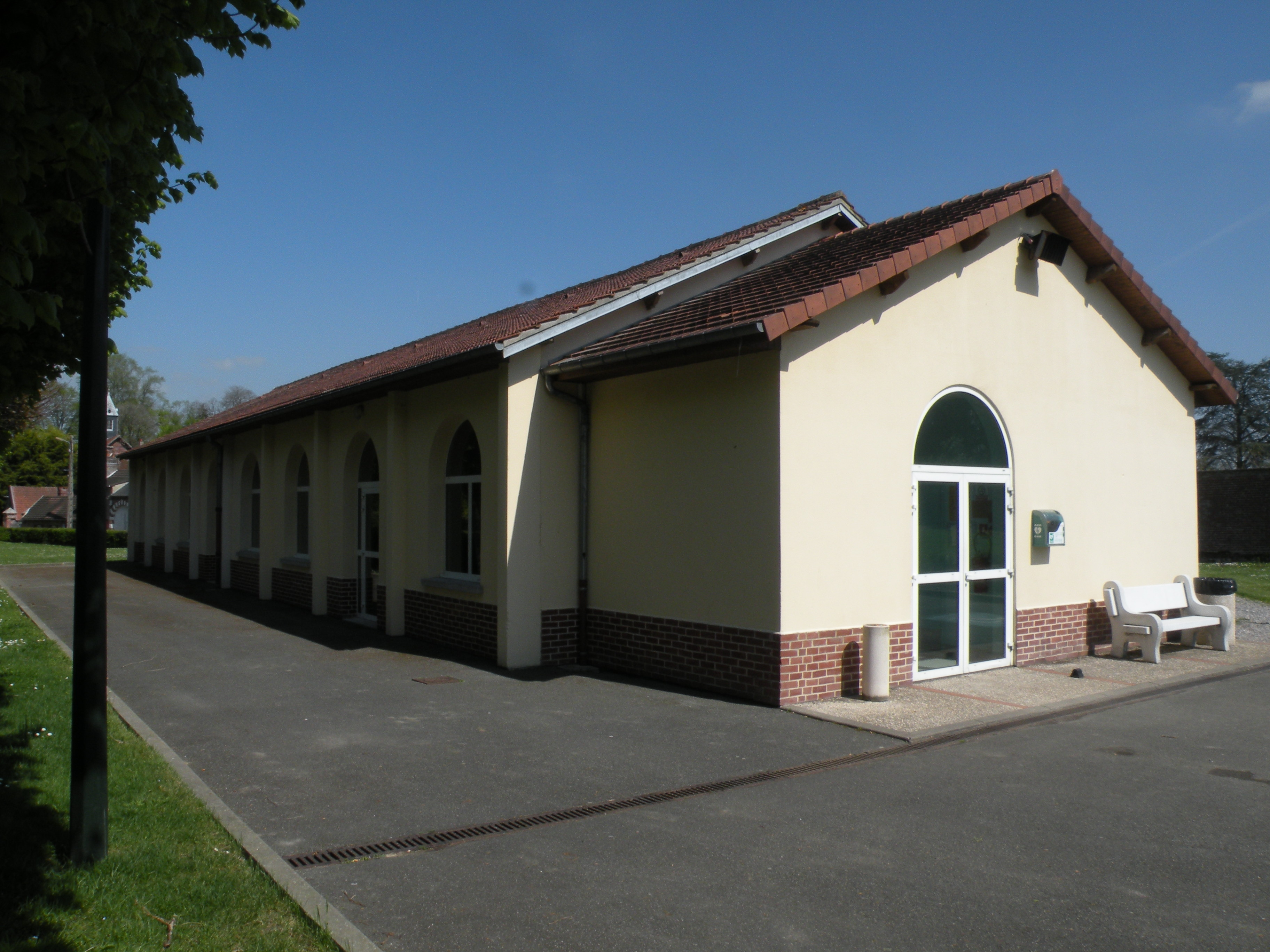
Gemeindefesthalle
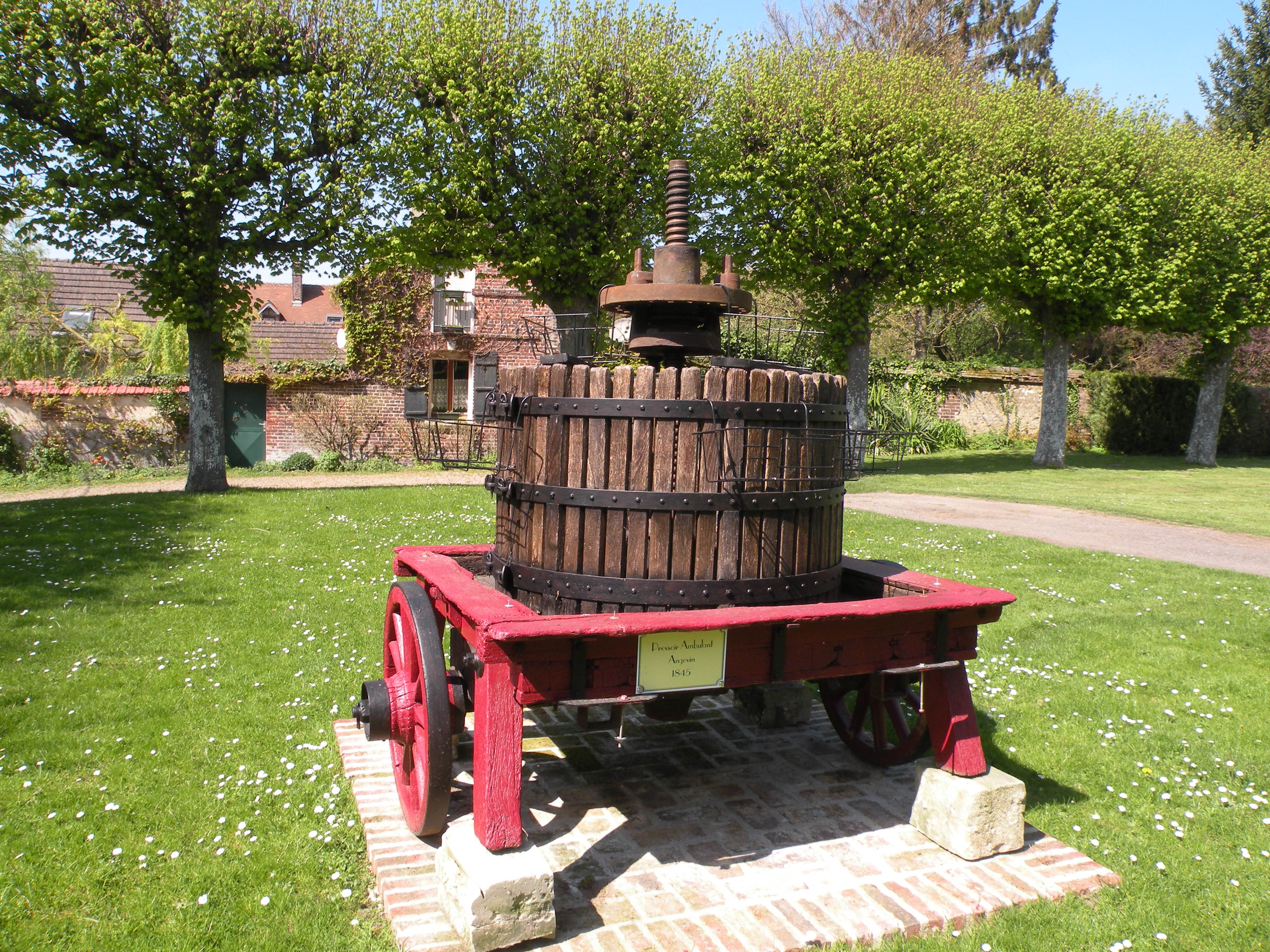
Mobile Weinpresse in Auteuil

## Persönlichkeiten
- Louis Lucien Baclé (1853–1938), Bauingenieur
- Paul-François Choppin (1856–1937), Bildhauer